# NGC 4384
NGC 4384 (również PGC 40475 lub UGC 7506) – galaktyka spiralna (Sa/P), znajdująca się w gwiazdozbiorze Wielkiej Niedźwiedzicy. Odkrył ją William Herschel 2 kwietnia 1791 roku.
W galaktyce tej zaobserwowano supernową SN 2000de.